# Барретты с Уимпоул-стрит (фильм, 1934)
Барретты с Уимпоул-стрит (англ. The Barretts of Wimpole Street) — американская биографическая мелодрама режиссёра Сидни Франклина 1934 года, основанная на пьесе Кэтрин Корнелл. Фильм был номинирован на две категории премии «Оскар»: лучший фильм и лучшая женская роль. Лауреат «Медали почёта» от журнала Photoplay.

## Сюжет
В большой семье Барретта, проживающего на Уимпоул-стрит в Лондоне, главный — отец. Он не позволяет никому из своих детей даже думать о браке. Особенно он заботится о своей старшей дочери — известной поэтессе Элизабет, которая прикована к инвалидному креслу. Но находится смельчак по имени Роберт Браунинг, которого не смущает болезнь девушки, и он предлагает ей руку и сердце. Отец пытается сделать все, чтобы брак не состоялся.

## В ролях
- Норма Ширер — Элизабет Барретт
- Фредрик Марч — Роберт Браунинг
- Чарльз Лоутон — Эдвард Мултон-Барретт
- Морин О’Салливан — Генриетта Барретт
- Кэтрин Александр — Арабель Барретт
- Ральф Форбс — капитан Сартиз Кук
- Мэрион Клейтон — Белла Хедли
- Иен Вульф — Гарри Беван
- Фердинанд Муньер — доктор Чемберз
- Уна О’Коннор — Уилсон